# 다나카 슈토
다나카 슈토(일본어: 田中 秀人, 1985년 11월 8일 ~ )는 일본의 전 축구 선수이다.

## 구단 경력
그는 2009년부터 2019년까지 J리그의 FC 기후, 가고시마 유나이티드 FC에서 활동하였다.